# 米澤勒峰

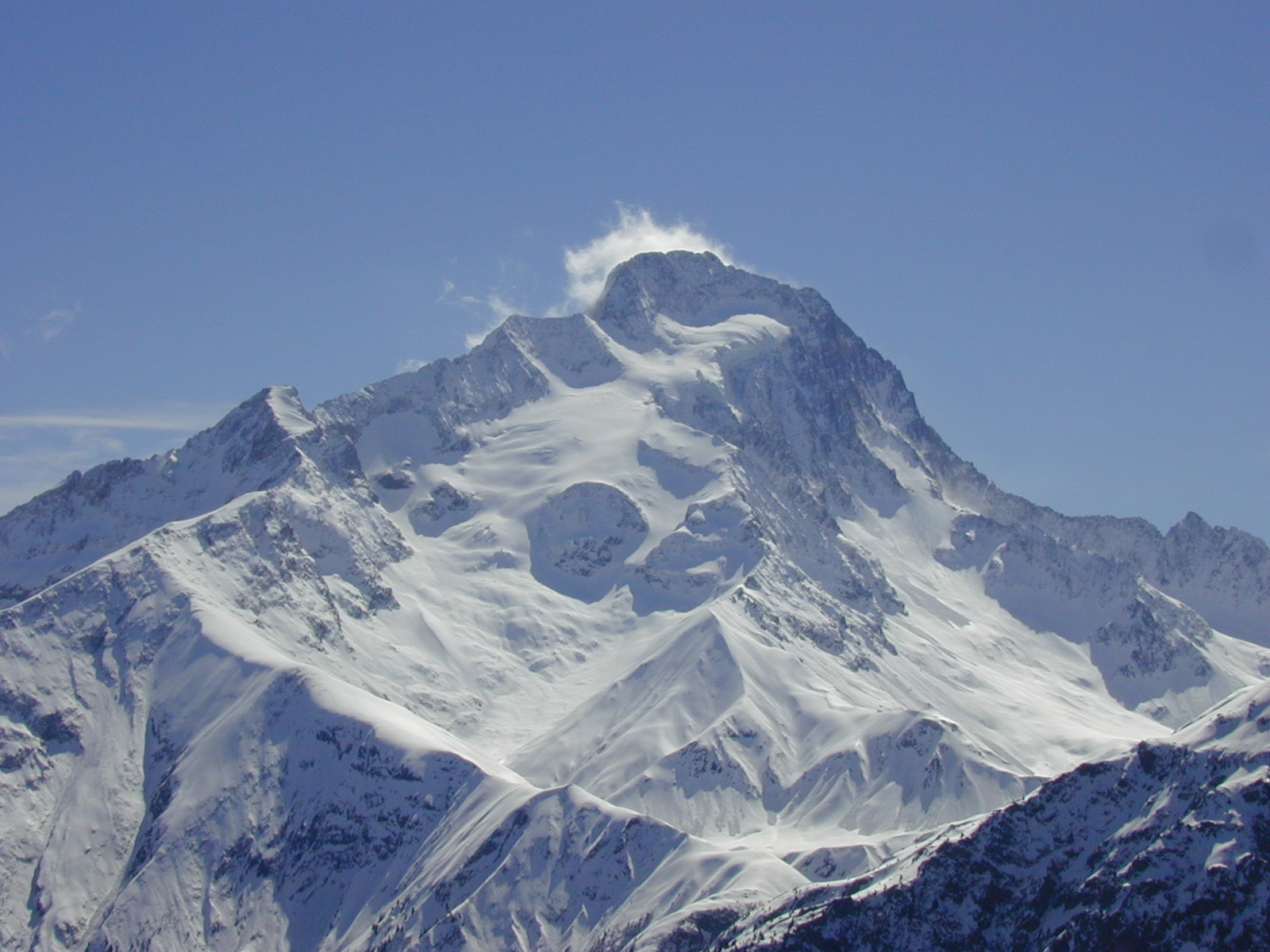

44°55′52″N 6°06′19″E / 44.93111°N 6.10528°E
米澤勒峰（法語：Roche de la Muzelle），是法國的山體，位於該國東南部，由伊澤爾省負責管轄，屬於多芬阿爾卑斯山脈中埃克蘭山的一部分，海拔高度3,465米，每年平均降雨量1,410毫米，人類在1875年7月2日首次登頂。